# Parrocchia di Saint Mary Cayon
La parrocchia di Saint Mary Cayon si trova nella parte orientale dell'isola di Saint Kitts, nella federazione di Saint Kitts e Nevis.

## Villaggi
- Cayon (capoluogo)
- Lodge
- Ottley's
- Little Italy
- Spooner's
- Keys